# 野ばら (映画)
『野ばら』（のばら、Der Schonste Tag meines Lebens）は1957年のオーストリアの映画。日本公開に当たっては文部省特選に選ばれたこともある。

## 概要
ハンガリー動乱からオーストリアに逃れてきた一人の少年が、ウィーン少年合唱団に所属するまでを描いた心温まる物語。
脚本は、本作が遺作となったマックス・ノイフェルドがカール・ライターの協力のもとで書き下ろしたものである。マックスは監督も兼任している。
物語の中心となっているウィーン少年合唱団は、本作のため作られた「陽の輝く日」「歌声ひびけば」の二曲や、数々の名曲を劇中で合唱している。

## ストーリー
ハンガリー動乱からオーストリアに逃げてきたひとりぼっちの少年トニーと愛犬フロッキ。バスに乗り遅れて途方にくれているところを、元汽船の船長だという老人ブリュメルに出会い救われ、二人と一匹は、楽しい毎日を過ごし始める。
ある日、教会でウィーン少年合唱団の歌うミサを聞いたトニーは、その美しい歌声にたちまち魅せられ、合唱団へ入ることを夢見るようになった。ブリュメルは、トニーに音楽の才能があることを知り、彼の幸せのためにも、トニーをウィーン少年合唱団に入れる決心をした。合唱団を訪れたトニーは、親切な団長の計らいで合唱団に入ることができ、誰からも愛される団員の一人になった。
だがしかし、トニーはアメリカ演奏旅行の直前に、寮母マリアの部屋から千シル紙幣を盗んだのではないかと疑われる。

## キャスト
| 役名                 | 俳優                   | 日本語吹替                    | 日本語吹替                         | 日本語吹替                      | 日本語吹替   |
| 役名                 | 俳優                   | フジテレビ旧版                | フジテレビ新版                     | NETテレビ版                     | TBS版        |
| -------------------- | ---------------------- | ----------------------------- | ---------------------------------- | ------------------------------- | ------------ |
| トニー               | ミハエル・アンデ       | 武藤礼子                      | 宇佐美豊                           | 永吉健太郎                      | 菊池英博     |
| マリア               | エリノア・イェンセン   | 五月女道子                    | 稲野和子                           | 宗形智子                        | 宗形智子     |
| ブリュメル           | ヨゼフ・エッガー       | 田村錦人                      |                                    | 田村錦人                        |              |
| 団長                 | パウル・ヘルビガー     | 塩見竜介                      | 早野寿郎                           | 中村正                          |              |
| シュミット           | パウル・ベジガー       |                               | 坂口芳貞                           | 仲村秀生                        |              |
| ケプラー             | リチャード・アイブナー |                               |                                    | 富田耕生                        |              |
| ブルナー             | トマス・ヘルビガー     |                               |                                    | 野島昭生                        |              |
| 守衛                 |                        |                               |                                    | 増岡弘                          |              |
| 郵便屋               |                        |                               |                                    | 北村弘一                        |              |
| 先生                 |                        |                               |                                    | 嶋俊介                          |              |
| 木樵                 |                        |                               |                                    | 加藤修                          |              |
| ピップスの母         |                        |                               |                                    | 吉田理保子                      |              |
| ロイブナー夫人       |                        |                               |                                    | 浅井淑子                        |              |
| オベルナー婦人       |                        |                               |                                    | 鈴木れい子                      |              |
| フリッツ少年         |                        |                               |                                    | 永久勲雄                        |              |
| ピップス少年         |                        |                               |                                    | 岡村勝                          |              |
| ヘルマン少年         |                        |                               |                                    | かみやのぶひろ                  |              |
| ハンス少年           |                        |                               |                                    | 鳥海勝美                        |              |
| カール少年           |                        |                               |                                    | 大見川高行                      |              |
| 少年(1)              |                        |                               |                                    | 松田辰也                        |              |
| 少年(2)              |                        |                               |                                    | 柳田洋                          |              |
| 少年(3)              |                        |                               |                                    | 杉京之祐                        |              |
| 日本語版制作スタッフ |                        |                               |                                    |                                 |              |
| 演出                 | 演出                   |                               |                                    | 山田悦司                        |              |
| 翻訳                 |                        |                               |                                    |                                 |              |
| 効果                 | 効果                   |                               |                                    | 赤塚不二夫                      |              |
| 調整                 | 調整                   |                               |                                    | 山田太平                        |              |
| 制作                 | 制作                   |                               |                                    | ザック・プロモーション          |              |
| 解説                 | 解説                   |                               |                                    | 淀川長治                        |              |
| 初回放送             | 初回放送               | 1965年4月5日 『テレビ名画座』 | 1971年4月18日 『サンデー洋画劇場』 | 1976年12月26日 『日曜洋画劇場』 | 1982年3月7日 |

※日本語吹き替えは他に、コスモプロモーションが制作した劇場公開版も存在する。

## 歌唱曲
- 陽の輝く日[3]
- 歌声ひびけば[3]
- 私の母さんはウィーン生まれ
- 子守歌
- アヴェ・マリア（作曲：シューベルト）
- 野ばら（作曲：ハインリッヒ・ヴェルナー）
- きれいな兄ちゃん
- バスティアンとバスティエンヌ
- ヨハン大公のヨーデル
- 聖歌（作曲：ヤコブス・ガルス）